# Сулимов, Клим Тимофеевич
Клим Тимофе́евич Сули́мов (19 февраля 1931, Москва — 5 августа 2021, Москва) — советский и российский биолог. Специалист в области одорологии и кинологии, автор породы шалайка (предыдущее название — собака Сулимова).
Ведущий научный сотрудник Центра военного и морского наследия Российского научно-исследовательского института культурного и природного наследия имени Д. С. Лихачёва (1999—2021), кандидат биологических наук (1995).

## Биография
Клим Сулимов родился 19 февраля 1931 года в Москве.
Окончил Московский пушно-меховой институт (МПМИ).
Почти всю жизнь работал в экспертных подразделениях Министерства внутренних дел СССР, затем России.
В 1995 году защитил диссертацию на соискание учёной степени кандидата биологических наук на тему «Кинологическая идентификация индивидуума по обонятельным сигналам».
Ведущий научный сотрудник Центра военного и морского наследия Российского научно-исследовательского института культурного и природного наследия имени Д. С. Лихачёва (Института Наследия) вплоть до 2021 года.
Умер 5 августа 2021 года на 91-м году жизни от последствий коронавирусной инфекции.

## Научная деятельность
Первым в СССР начал разрабатывать методику исследования запаховых следов, позже созданную совместно с химиком Василием Старовойтовым.
В 1985 году во ВНИИ МВД СССР  совместно с Василием Старовойтовым впервые применил идентификационное исследование по запаховым следам, результаты которого были приняты в суде в качестве доказательства. В середине 1990-х по методике Сулимова был изобличён особо опасный рецидивист Михаил Устинович, совершивший 21 разбойное нападение и 4 убийства и получивший в итоге за это пожизненное лишение свободы.

## Шалайка
В 1977 году скрестил шакала и ненецкую оленегонную лайку, получив полукровных особей с экстраординарным нюхом, но плохо поддающихся дрессировке. В 1983 году Сулимовым были получены первые гибридные четвертькровные (четверть шакала, три четверти лайки) собаки-эксперты Вуд, Веда и Валдай, давшие начало новой породе,  позже получившей название собака Сулимова. Окончательным названием породы стало шалайка  (от шакал + лайка). Другие встречающиеся названия породы — квартерон (от кварты, четверти шакала в гибриде), шакалайка (от шакал + лайка). Шуточное название — шабака (от шакал + собака).

## Цитаты
Сергей Корытин:
большого количества знакомых студентов-охотоведов был только один человек — Клим Сулимов, который вслух возмущался жестокостью охоты. Он избегал доцента С. А. Ларина, читавшего в МПМИ технику охотничьего промысла, который бесстрастным голосом, спокойно, задушевно даже рассказывал о всевозможных «схватах», «сжимах», «щемихах». Это же орудия пытки для зверей! — возмущался Клим. Охотники, а особенно охотоведы — практики и научные сотрудники — в большинстве своём не любят разговоров о жестокости охоты и относятся к человеку, поднявшему эту тему, в лучшем случае насмешливо, а чаще неприязненно и даже враждебно. Создаётся впечатление, что такие мысли бередят совесть. «Хочется», «выгодно» или «принято» вступают в противоречие с «нехорошо», в результате — дискомфорт в душе, и человек гонит от себя всё, что его тревожит. Мысли о жестокости называют «сюсюканьем», «слюнтяйством». Кто-то склонен видеть в этом фарисейство, лицемерие: ведь конечный результат при разных способах добычи один и тот же — смерть животного. Однако, этот же нелицемер, узнав о скоропостижной кончине соседа от инфаркта, произносит: «Легко помер, дай бог каждому такой смерти». Оленеводы и охотники, среди которых работал Сулимов после окончания МПМИ, быстро узнали его слабое место — сочувствие к животным — и часто шутили следующим образом. На глазах Клима эвенк подойдёт к оленёнку, выхватит нож и свирепо замахнётся. А потом хохочет над смятением Клима.